# Макс Шрек
Макс Шрек (на немски: Max Schreck) е германски актьор.

## Биография
Той е роден на 6 септември 1879 година в Берлин. През 1902 година завършва обучението си за актьор в Берлинския държавен театър, след което играе в различни градове в страната. В първите години след Първата световна война работи в Мюнхен и започва да се снима в киното. Най-известна е главната му роля във филма на Фридрих Мурнау „Носферату - симфония на ужаса“ („Nosferatu – Eine Symphonie des Grauens“, 1922), която силно повлиява образа на вампирите в киното.
Макс Шрек умира на 20 февруари 1936 година в Мюнхен.